# Сан-Вінченцо
Сан-Вінченцо (італ. San Vincenzo) — муніципалітет в Італії, у регіоні Тоскана,  провінція Ліворно.
Сан-Вінченцо розташований на відстані близько 210 км на північний захід від Рима, 100 км на південний захід від Флоренції, 55 км на південь від Ліворно.
Населення — 6979 осіб (2014).

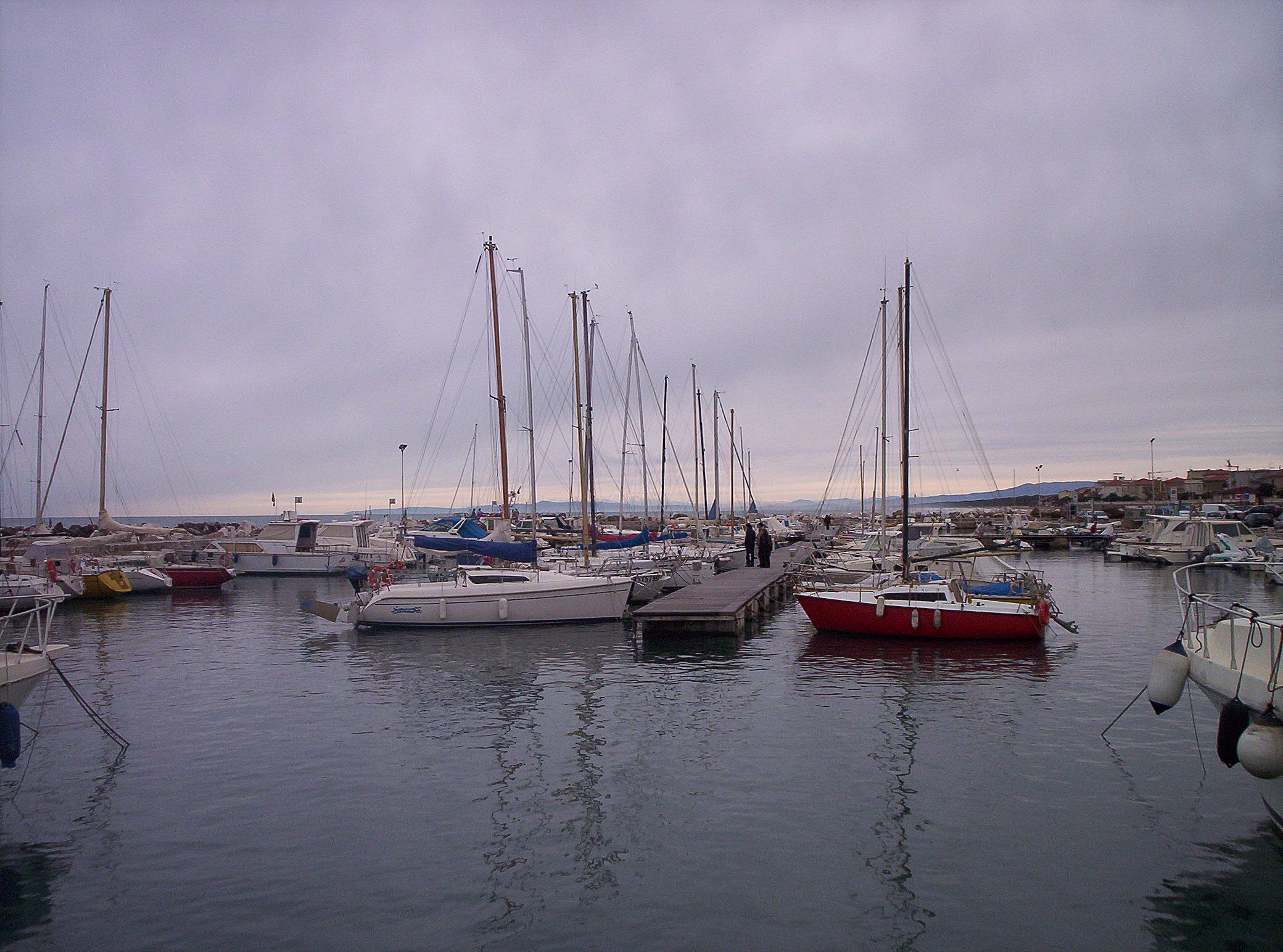

Щорічний фестиваль відбувається 5 квітня. Покровитель — San Vincenzo Ferreri.

## Демографія
Населення за роками:

Станом на 1 січня 2023 року в муніципалітеті офіційно проживало 512 іноземців з 47 країн, серед них 150 громадян країн Євросоюзу та 94 громадяни України.

## Сусідні муніципалітети
- Кампілья-Мариттіма
- Кастаньєто-Кардуччі
- Пьомбіно
- Суверето